# Bergkerk (Wiesbaden)
De Bergkerk (Duits: Bergkirche) is een protestantse kerk in het centrum van Wiesbaden, de hoofdstad van de Duitse deelstaat Hessen.
Het kerkgebouw werd in 1879 in neogotische stijl gebouwd door Johannes Otzen. De Bergkerk was na de Marktkerk de tweede protestantse kerk van de stad. Het gebouw ontleent zijn naam aan het hoger gelegen plateau in de binnenstad waarop de kerk werd gebouwd, zodat haar spitse toren van verre is te zien.
Ondanks de neogotische stijl van de kerk heeft de architect van de Bergkerk een echte protestantse preekkerk gemaakt, waarin het altaar, de kansel en het orgel centraal staat.
De Bergkerk geldt als het best behouden kerkgebouw van de stad uit de 19e eeuw. Het interieur bevat zeer bezienswaardige muurbeschilderingen, fraaie ramen en beelden. Bij de ombouw van het orgel in de vroege jaren 30 verleende Albert Schweitzer zijn medewerking.